# Damnation (jogo eletrônico)
Damnation é um jogo eletrônico do gênero western, tiro em primeira pessoa e steampunk desenvolvido pela Blue Omega Entertainment e publicado pela Codemasters. Ele foi lançado em 22 de maio de 2009 para Microsoft Windows, Xbox 360 e PlayStation 3. O título usa as técnicas do Ray Larabie (formalmente Westinghouse Broadcasting) como fonte.

## Jogabilidade
Damnation possui grandes ambientes abertos, onde uma variedade de acrobacias de Hollywood são possíveis. O jogo possui características de verticalidade que o diferencia de muitos outros jogos do gênero. Damnation possui veículos a vapor que também são capazes de executar proezas de todos tipos de mobilidade, tais como subir paredes.